# Teucholabis (Teucholabis) nebulipennis
Teucholabis (Teucholabis) nebulipennis is een tweevleugelige uit de familie steltmuggen (Limoniidae). De soort komt voor in het Neotropisch gebied.